# Percichthys
Percichthys es un género de peces de agua dulce de la familia Percichthyidae en el orden Perciformes. Sus 5 especies vivientes habitan en aguas templado-frías a frías del sur de América del Sur, y son denominadas comúnmente percas criollas o truchas criollas. La especie que alcanza mayor longitud (Percichthys colhuapiensis) ronda los 59 cm de largo total. Al llegar a la adultez su dieta es principalmente piscívora. Posee una carne sabrosa, por lo que es buscado por los pescadores deportivos.

## Taxonomía

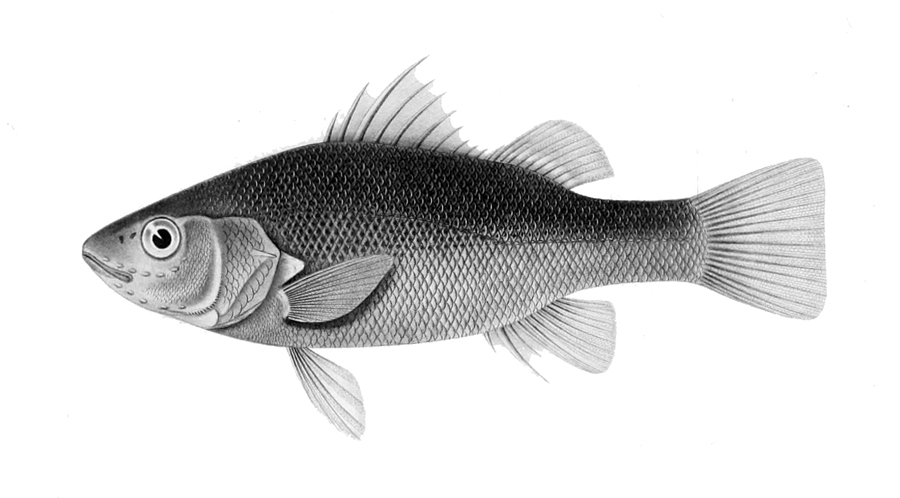
Percichthys melanops.

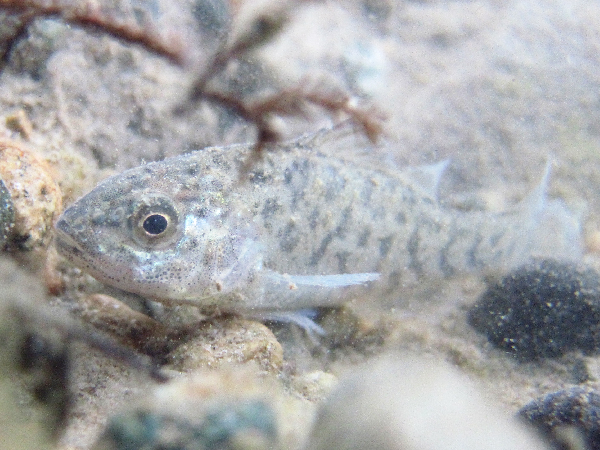
Percichthys trucha, un juvenil del río Manso, cuenca del río Puelo, en el sur de Chile.

Este género fue descrito originalmente en el año 1854 por el zoólogo francés Charles Frédéric Girard.
Etimología
La etimología del término Percichthys proviene del idioma griego, donde perke significa 'perca' e ichthys significa 'peces'.

### Especies
Este género se subdivide en 5 especies vivientes, y 4 especies extintas, solo conocidas sobre la base de sus restos fósiles.
Especies vivientes
- Percichthys chilensis Girard, 1855
- Percichthys colhuapiensis MacDonagh, 1955
- Percichthys laevis (Jenyns, 1840)
- Percichthys melanops Girard, 1855
- Percichthys trucha (Valenciennes, 1833)

Especies fósiles
- † Percichthys hondoensis Schaeffer, 1947[3]
- † Percichthys lonquimayiensis Chang & Arratia, 1978[4]
- † Percichthys sandovali Arratia, 1982[5]
- † Percichthys sylviae Rubilar & Abad, 1990[6]

## Distribución
Habita en ambientes de agua dulce templada a fría del oeste y sur de la Argentina y del centro y sur de Chile. 

## Costumbres
Alimentación
Su dieta consiste principalmente en insectos acuáticos, moluscos, crustáceos y peces.